# Leki tokolityczne
Leki tokolityczne, tokolityki – substancje hamujące czynność skurczową macicy. Leki te są stosowane w celu zapobiegania porodowi przedwczesnemu.
Do grupy leków tokolitycznych zalicza się:
- nifedypinę
- leki β-adrenergiczne takie jak fenoterol, salbutamol i ritodryna(inne języki) rozkurczają mięśnie macicy, zarówno u kobiet ciężarnych jak i nieciężarnych. Hamują również wpływ oksytocyny na macicę.
- progesteron i jego pochodne. Progesteron jest naturalnym hormonem odpowiedzialnym za utrzymanie ciąży. Hamuje skurcze macicy i zapobiega przedwczesnemu porodowi.
- siarczan magnezu – podany w dużych dawkach obniża poziom acetylocholiny i zmniejsza pobudliwość mięśni gładkich hamując skurcze macicy. Według przeglądu Cochrane siarczan magnezu nie jest skuteczny w opóźnianiu lub zapobieganiu porodu przedwczesnego i jego użycie wiąże się z większą śmiertelnością noworodków[1].
- atozyban
- werapamil

Popularnym tokolitykiem zalecanym w połowie XX wieku był alkohol etylowy, ale badania z podwójnie ślepą próbą nie wykazały jego efektywności.

## Przeciwwskazania do tokolizy
Przeciwwskazania do tokolizy:
- ukończony 36. tydzień ciąży
- płód > 2500 g
- ciąża obumarła
- rozwarcie > 4 cm
- zapalenie błon płodowych i łożyska (łac. chorioamnionitis)
- rzucawka
- czynne krwawienie z pochwy
- niewydolność krążenia u matki i inne wskazania do rozwiązania ciąży
- zespół ostrej ciążowej niewydolności wątroby
- przedwczesne oddzielenie łożyska